# Villa Jocelyn
La villa Jocelyn est une voie privée du 16e arrondissement de Paris, en France.

## Situation et accès
La villa Jocelyn est une voie située dans le 16e arrondissement de Paris. Elle débute au 1, square Lamartine et se termine en impasse.
Le quartier est desservi par la ligne C du RER, à la gare de l'avenue Henri-Martin et par la ligne 9 du métro, à la station Rue de la Pompe.

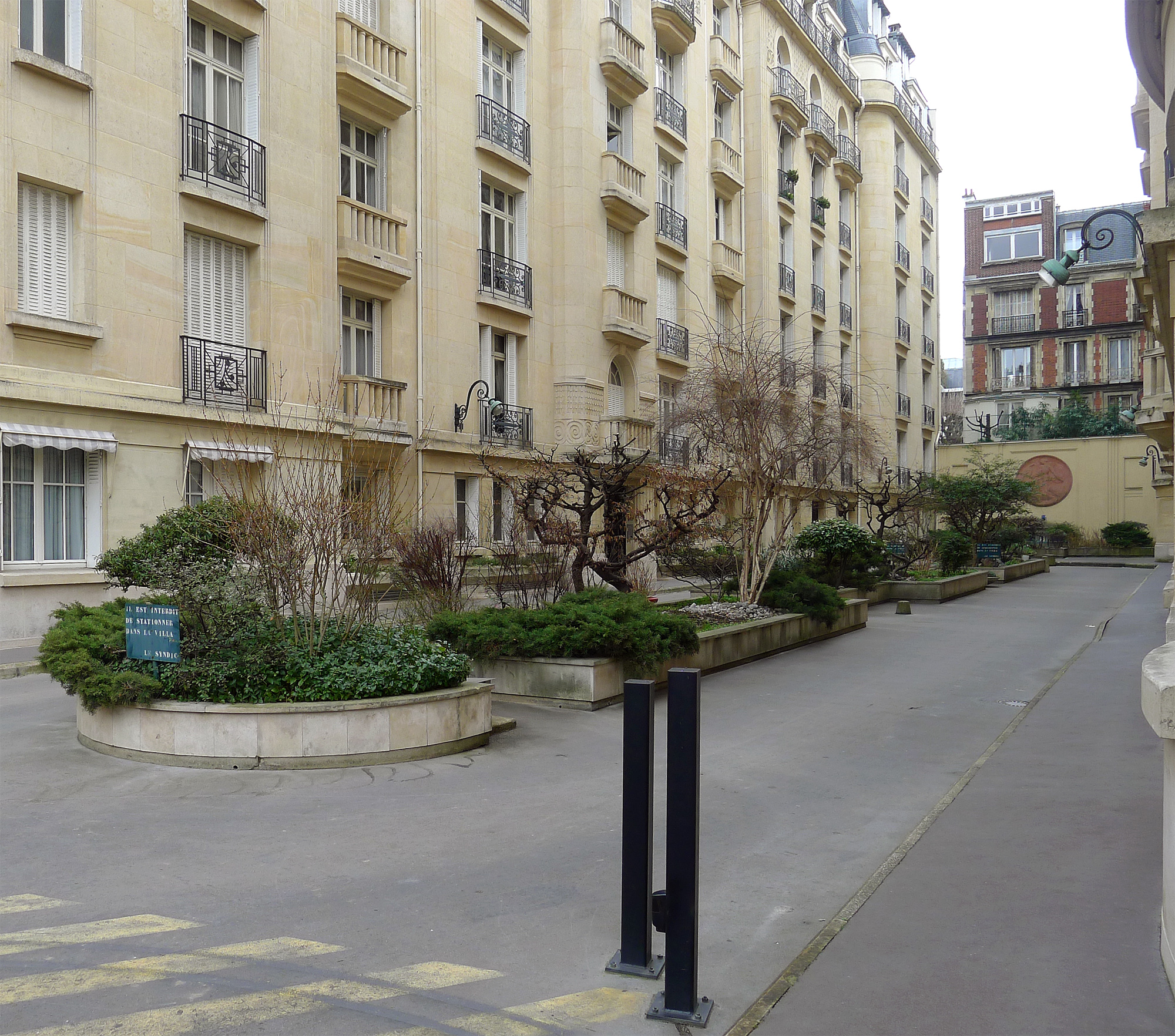
Intérieur de la villa.

## Origine du nom
Elle reçut son nom actuel en raison du voisinage du square Lamartine, en souvenir du poème Jocelyn, publié par Lamartine en 1836.

## Historique
Cette voie privée qui est ouverte par la Société immobilière Lamartine en 1929 sous le nom de « square Auguste-Renoir » prend sa dénomination actuelle en 1930.